# Robert Hayden
Robert Hayden (ur. 4 sierpnia 1913 w Detroit, zm. 25 lutego 1980 w Ann Arbor) – amerykański poeta, eseista, myśliciel. W 1976 otrzymał tytuł Consultant in Poetry to the Library of Congress.

## Życiorys
Urodził się jako Asa Bundy Sheffey. Jego rodzice – Ruth i Asa Sheffey – rozstali się jeszcze przed jego narodzinami i wychowaniem chłopca zajęli się sąsiedzi, Sue Ellen Westerfield i William Hayden. Nieustanne kłótnie w domu Haydenów oraz uporczywe zabieganie jego matki, Ruth, o uczucia syna, sprawiły, że jego dzieciństwo było naznaczone traumatycznymi doświadczeniami. Miały one wpływ na jego dorosłe życie i twórczość oraz na pojawienie się u niego depresji. 
Ze względu na dużą krótkowzroczność i niepozorny wzrost był odrzucany przez rówieśników. Ucieczki od samotności i doznawanego cierpienia szukał w literaturze, której dzieła wręcz pochłaniał.
Uczęszczał do Detroit City College (Wayne State University), który opuścił w 1936 i podjął pracę w Federal Writers' Project. Po opuszczeniu the Federal Writers Project w 1938 i wydaniu swojego pierwszego tomu wierszy (Heart-Shape in the Dust) w 1940, Hayden przeniósł się na Uniwersytet Michigan, gdzie w 1941 zdobył nagrodę Hopwood. Kształcił się m.in. u Wystana Hugh Audena. Po zdobyciu tytułu magistra, Hayden przez kilka lat nauczał na uniwersytecie w Michigan, po czym przeniósł się na Fisk University, gdzie pozostał przez kolejne 23 lata. W 1969 powrócił na Uniwersytet Michigan.
Po ślubie z Ermą Inez Morris, na początku lat 40. przeszedł z baptyzmu na wiarę Baha'i. Religia Baha'i miała duży wpływ na jego utwory. Obecnie Robert Hayden jest znany jako jeden z najlepszych Baha'i poetów. 
W 1975 został przyjęty do the Americam Academy of Poets. W latach 1976–1978 Hayden obejmował stanowisko Consultant in Poetry to the Library of Congress.
Oprócz powieści i poezji pisał teksty o charakterze politycznym, włączając w to dużą sekwencję o Wojnie Wietnamskiej.

## Ważniejsze dzieła
- Wybrana Poezja Roberta Haydena. New York, 1966.
- Words in the Mourning Time. London,1970
- Angle of Ascent. New York,1975
- American Journal. New York,1982
- Proza Zebrana: Robert Hayden. Ed. Frederick Glaysher. Ann Arbor. University of Michigan, 1984.
- Poezja Zebrana: Robert Hayden. Ed. Frederick Glaysher. New York,1985.